# ستيف روسي
ستيف روسي (بالإنجليزية: Steve Rossi)‏ هو ممثل أمريكي، ولد في 25 مايو 1932 بنيويورك في الولايات المتحدة، وتوفي في 22 يونيو 2014 بلاس فيغاس في الولايات المتحدة بسبب سرطان.

## وصلات خارجية
- ستيف روسي على موقع IMDb (الإنجليزية)
- ستيف روسي على موقع ميوزك برينز (الإنجليزية)
- ستيف روسي على موقع ديسكوغز (الإنجليزية)
- ستيف روسي على موقع قاعدة بيانات الفيلم (الإنجليزية)